# Будки (Коростенский район)
Будки (укр. Будки) — село на Украине, в Житомирской области. Входит в Коростенский район (до 2020 года — в Олевский район).
Код КОАТУУ — 1824484402. Население по переписи 2001 года составляет 284 человека. Почтовый индекс — 11002. Телефонный код — 4135. Занимает площадь 0,78 км².
В 2010 году село было переименовано в Будки-Комсомольские (укр. Будки-Комсомольські) решением Житомирского областного совета от 18 марта 2010 года № 1062 «О внесении изменений в административно-территориальное устройство Житомирской области». 8 сентября того же года  Житомирский облсовет решением № 1202 отменил переименование.

## Адрес местного совета
11010, Житомирская область, Олевский р-н, с. Покровское, ул. 8-го Марта, 16